# Goniophlebium reinwardtii
Goniophlebium reinwardtii là một loài dương xỉ trong họ Polypodiaceae. Loài này được de Vriese mô tả khoa học đầu tiên năm 1848.
Danh pháp khoa học của loài này chưa được làm sáng tỏ. 